# Oto Reisinger
Oton Antun Reisinger, auch Otto Reisinger bzw. Oto Rajzinger (* 4. Oktober 1927 bei Murska Sobota, Königreich der Serben, Kroaten und Slowenen; † 6. April 2016 in Zagreb, Kroatien) war ein jugoslawischer bzw. kroatischer Karikaturist.

## Leben
Reisinger begann während des Zweiten Weltkriegs zu zeichnen, seine ersten veröffentlichten Karikaturen erschienen 1945 in der Studentski list (Studenten-Zeitung) und 1946 bis 1950 in der Humorzeitung Kerempuh. Er studierte in Zagreb Architektur und arbeitete in der Redaktion der Zeitung Vjesnik, wo er unter anderem die Cartoonserie Pero zeichnete. Seine Zeichnungen wurden auch in Zeitschriften im deutschsprachigen Raum abgedruckt, unter anderem in Quick, pardon und Nebelspalter. Auch die britische Satirezeitschrift Punch veröffentlichte Zeichnungen Reisingers.
Viele von Reisingers Karikaturen sind detailreich und koloriert. Er schuf auch den Comic Štefekove pustolovine (1964–1966) sowie Kalender, Plakate, Werbung und Zeichentrickfilme und war als Buchillustrator tätig. Ausstellungen seiner Werke gab es unter anderem in Zagreb (1975) und Dortmund (1978).
Reisingers frühe Karikaturen waren oft politischen Inhalts, seit den 1960er Jahren stellten sie eher Alltagssituationen humoristisch dar. In den 1990er Jahren ergriff er mit seinen Karikaturen Partei für die Haltung der kroatischen Regierung in den Jugoslawienkriegen.

## Werke
Oto Reisinger veröffentlichte mehrere Bücher mit gesammelten Karikaturen.

### Deutschsprachig
- Feine Leute, 1977 (ISBN 3-85819-008-X)
- Schöne Gesellschaft, 1984 (ISBN 3-85819-066-7)
- Oto Reisinger wünscht Ihnen Gute Reise!, 1985 (ISBN 3-85819-071-3)

### Serbokroatisch/Kroatisch
- Visoko društvo (Höhere Gesellschaft), 1974
- Rat i mir. Karikature (Krieg und Frieden. Karikaturen), 1995